# Piapot
Piapot, également connu sous les noms de Payipwat et Payepot, (né Kisikawasan ou Kisikaw-awasis vers 1816 et mort en avril 1908) était un chef amérindien canadien de la bande crie-assiniboine des Young Dogs. Il était l'un des cinq chefs principaux des Cris des Plaines après 1860. Son nom de naissance, Kisikawasan, signifie « Éclair dans le ciel » (Flash in the Sky en anglais) tandis que le nom sous lequel il est connu, Piapot, signifie « Un trou chez les Sioux » (Hole in the Sioux). Il est connu pour avoir résisté aux efforts du gouvernement canadien pour assimiler les Amérindiens au XIXe siècle. Il est reconnu comme étant une personne d'importance historique nationale au Canada.

## Biographie
Piapot est né vers 1816 dans la région qui est, de nos jours, l'Est de la Saskatchewan près de la frontière avec le Manitoba. Son nom originel était Kisikawasan, également épelé Kisikaw-awasis, qui signifie « Éclair dans le ciel » ; ce qui fait référence à un orage qui a eu lieu au moment de sa naissance. À un jeune âge, il fut enlevé, avec sa grand-mère, par les Sioux (ou Dakotas). Il grandit parmi cette tribu pendant plusieurs années avant d'être repris par les Cris qui le remirent à son peuple. Au moment de son retour, il reçut le nom sous lequel il est connu, soit Piapot ; ce qui signifie « Un trou chez les Sioux » ou « Quelqu'un qui connait les secrets des Sioux » en référence au fait qu'il connaissait les mœurs « secrètes » des Sioux,.
En tant qu'adulte, Piapot était connu pour être un très bon chasseur et guerrier. À l'âge de 24 ans, il devint le chef de la bande des Young Dogs, une bande mixte de Cris et d'Assiniboines dont le territoire s'étendait de la vallée de la rivière Qu'Appelle dans ce qui est de nos jours la Saskatchewan jusqu'aux territoires qui sont devenus le Dakota du Nord et le Montana. Il parlait un total de cinq langues autochtones. La principale activité de la bande était la chasse aux bisons. La bande entra en conflit avec les tribus sioux et pieds-noirs. De plus, elle refusa d'entrer en relations avec la Compagnie de la Baie d'Hudson ce qui lui valut d'être connue comme étant des fauteurs de trouble. D'ailleurs, la compagnie refusa de reconnaître l'autorité de Piapot qui, selon le marchand de fourrures Isaac Cowie, aurait répondu, dans une lettre, qu'il était « Piapot, seigneur des cieux et de la terre. »
Afin d'étendre leur territoire de chasse aux bisons, un groupe d'environ 800 guerriers menés par Piapot, Little Poplar et d'autres chefs composés de Cris, de Saulteaux, d'Assiniboines et de Métis lancèrent une offensive sur la montagne de Cyprès (Cypress Hills) contre les Pieds-Noirs. Cependant, Piapot avait eu une vision dans un rêve de la défaite des Cris. Il a été incapable de convaincre les autres chefs, mais il refusa de participer à la bataille le jour suivant, qui est connue, de nos jours, sous le nom de la bataille de la rivière Belly (en), contre un village kainai où les Cris subirent une importante défaite et perdirent le tiers de leurs guerriers mettant un terme à l'invasion,.
En 1875, Piapot a rencontré William J. Christie, un commissionnaire du gouvernement canadien, qui voulait qu'il ratifie le Traité 4 qui avait été négocié l'année précédente sans que Piapot ne soit mis au courant. Piapot exigea plusieurs amendements au traité et, croyant à tort qu'ils avaient été faits, signa le traité le 9 septembre 1875. Cela dit, plusieurs de ces requêtes ont finalement été effectuées par le gouvernement puisqu'elles faisaient partie de traités subséquents, dont le Traité 6 signé en 1876, mais plusieurs restèrent sans réponse. Ainsi, Piapot se sentait trahi par le gouvernement canadien et poursuivit les négociations au cours de la décennie suivante,.
Piapot ainsi que d'autres chefs cris refusèrent de signer d'autres traités avec le gouvernement canadien puisqu'ils exigeaient que la Couronne leur garantisse une autonomie et leur octroie un territoire uni ; ce qui fut refusé. Ainsi, ils dirigèrent leurs bandes pour s'établir à la montagne de Cyprès où ils demandèrent d'avoir des réserves qui étaient toutes adjacentes. Le gouvernement accepta finalement, donnant les faits un territoire uni à la tribu.
Cependant, au début des années 1880, le gouvernement commença à craindre qu'une aussi grande concentration d'Amérindiens puisse mener à une confédération qu'il serait impossible de contrôler. Ainsi, le commissaire affecté aux Indiens, Edgar Dewdney, mit en place une politique de famine qui faisait en sorte qu'aucune ration ne soit distribuée à la montagne de Cyprès dans le but de forcer les Amérindiens à se disperser. Piapot fut l'un des derniers chefs à partir après que plusieurs membres de sa bande soient morts de faim ou de maladies. Avant de partir, il remit son drapeau de traité et sa médaille au commissaire Dewdney. Il alla établir sa bande sur une nouvelle réserve dans la vallée de la rivière Qu'Appelle. Il poursuivit ses efforts d'établir un territoire uni pour les Cris en établissant sa nouvelle réserve adjacente à une réserve crie existante et rejoignit d'autres chefs qui faisaient pression sur le gouvernement au sujet des traités,.

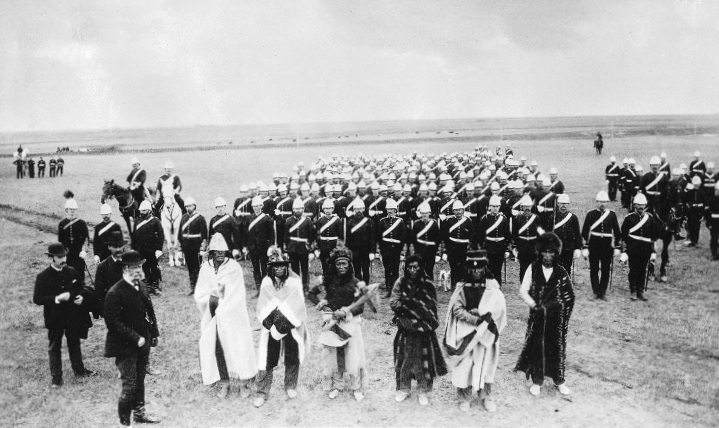
La garnison de Montréal avec Piapot et cinq autres chefs amérindiens à Regina vers 1885

Bien que Piapot décida de ne pas participer aux hostilités dans la foulée de rébellion du Nord-Ouest menée par le chef métis Louis Riel en 1885, le gouvernement canadien se méfia toujours de sa loyauté et établit un fort militaire tout près de sa réserve où des troupes étaient en garnison en permanence pour la durée du conflit. Plusieurs autres chefs amérindiens furent arrêtés par la Police montée du Nord-Ouest. Piapot était le seul chef à survivre et il fut constamment surveillé par la police et l'armée,.
Piapot continua d'exiger une plus grande autonomie auprès du gouvernement et fit la promotion de la préservation de la culture crie face aux politiques du gouvernement canadien qui, par le biais de la Loi sur les Indiens, visaient à assimiler les Amérindiens. En effet, il continua de résister aux mesures instaurées par le gouvernement et critiqua la manière dont les autochtones étaient traités. En 1902, le commissaire aux Affaires indiennes, William Morris Graham tenta de retirer le titre de chef de bande de Piapot pour causes d'incompétence. Finalement, il réussit en le faisant emprisonner pour avoir tenu une cérémonie de danse de la Soif, une pratique qui avait été interdite en 1892, mais que Piapot avait refusé d'arrêter puisqu'il considérait qu'il s'agissait d'un rite ancestral. Piapot a déclaré : « Je suis d'accord pour que mon peuple ne prie pas son Dieu à sa façon, si le commissaire était d'accord pour ne pas prier le sien à sa manière. » Son titre de chef de bande lui fit officiellement retiré le 15 avril 1902 par le gouvernement sous la recommandation du commissaire à cause de son entêtement à poursuivre la cérémonie de la danse de la Soif qui nuisait à l'assimilation. Le mois suivant, il rencontra le gouverneur-général le comte de Minto et réussit à le convaincre de lever l'interdiction sur les danses de la Soif, mais celui-ci ne réussit pas à le faire. Quelques années plus tard, Piapot fut à nouveau arrêté ; cette fois pour ivresse sur la voie publique, mais il crut, à nouveau, que le véritable mobile était pour continuer le rituel de la danse de la Soif. Il fut de nouveau arrêté, plus tard, pour s'être opposé à l'arrestation par la police d'un autre membre de sa banque durant une cérémonie de la danse de la Soif,.
Finalement, Piapot finit par se convertir au christianisme, mais seulement à moitié. En effet, il dit au prêtre : « J'accepte seulement la moitié de votre religion car si vous vous trompiez, il ne me resterait plus rien à croire. » Il mourut sur sa réserve en avril 1908. Il eut des funérailles à la fois chrétiennes et amérindiennes. En effet, son corps a été placé dans un cercueil, selon la tradition chrétienne, mais ses genoux ont été placés contre sa poitrine, selon les coutumes amérindiennes,.

## Héritage
Piapot a été reconnu comme étant une personne d'importance historique nationale au Canada.
Le village de Piapot (en) en Saskatchewan a été nommé en son honneur.
La communauté non incorporée de Zehner est le siège administratif de la nation Piapot.